# ایوان تورس
ایوان تورس (انگلیسی: Iván Torres؛ زادهٔ ۲۷ فوریهٔ ۱۹۹۱) بازیکن فوتبال اهل پاراگوئه است.
از باشگاه‌هایی که در آن بازی کرده‌است می‌توان به باشگاه ورزشی الیمپیا، باشگاه فوتبال گرانادا، و باشگاه فوتبال سرو پورتنیو اشاره کرد.
وی همچنین در تیم‌های ملی فوتبال زیر ۲۰ سال پاراگوئه و پاراگوئه بازی کرده‌است.